# ويلي جارسون
ويلي جارسون (بالإنجليزية: Willie Garson)‏ مواليد 20 فبراير 1964 في نيوجيرسي، الولايات المتحدة، هو ممثل أمريكي بدأ مسيرته الفنية سنة 1986. ظهر في قرابة 50 فيلما.

## الأعمال

### أفلام
- يوم جراوندهوج (1993)
- الصخرة (1996) (بدور: فرانسيس رينولدز)
- هجوم المريخ! (1996)
- هناك شيء ما عن ماري (1998)
- أن تكون جون مالكوفيتش (1999)
- الجمعة العجيبة (2003) (بدور: إيفان)
- تماما مثل الجنة (2005)
- آلام المخاض (2009) (بدور: كارل)
- الجنس والمدينة 2 (2010)
- سلوك مخزي (2014)

### مسلسلات
- روابط عائلية
- شيرز
- المدرب
- بوي ميتس ورلد
- ماد تي في
- ماد أباوت يو
- الملفات الغامضة
- ممسوس بملاك
- إن واي بي دي بلو
- ذا براكتيس
- ملروس بليس
- آلي مكبيل
- بافي قاتلة مصاصي الدماء
- ستار تريك: فوياجر
- الجنس والمدينة
- فريندز
- أطلق الرصاص علي!
- طبعة مبكرة
- ستارغيت إس جي 1
- سي اس آي: التحقيق في موقع الجريمة
- نعم عزيزي
- مونك
- سي إس آي: ميامي
- لاس فيغاس
- ويزردز أوف ويفرلي بليس
- بوشنغ ديزيز
- رجلان ونصف
- غيرل ميتس وورلد
- هاواي فايف أو

## روابط خارجية
- ويلي جارسون على موقع IMDb (الإنجليزية)
- ويلي جارسون على موقع روتن توميتوز (الإنجليزية)
- ويلي جارسون على موقع ألو سيني (الفرنسية)
- ويلي جارسون على موقع تيرنر كلاسيك موفيز (الإنجليزية)
- ويلي جارسون على موقع أول موفي (الإنجليزية)
- ويلي جارسون على موقع قاعدة بيانات الأفلام السويدية (السويدية)
- ويلي جارسون على موقع إن إن دي بي (الإنجليزية)
- ويلي جارسون على موقع قاعدة بيانات الفيلم (الإنجليزية)
- ويلي جارسون على موقع كينوبويسك (الروسية)